# Josette Andriot
Josette Andriot (ur. 1886, zm. 1942) – francuska aktorka kina niemego, znana głównie z filmów akcji.
Wystąpiła w ok. 60 w filmach wytwórni Éclair. Była ulubioną aktorką Victorina Jasseta, który chętnie obsadzał ją w swoich filmach akcji, m.in. Zigomar czy Balaoo oraz w swoim ostatnim filmie Protéa (1913), w którym zagrała tytułową rolę kobiety-szpiega, o akrobatycznych umiejętnościach (rolę Protei zagrała jeszcze czterokrotnie, w kontynuacjach kręconych już przez innych reżyserów). W tej roli miała na sobie przylegający, czarny kostium, zakrywający całe ciało (tzw. bodystocking), poprzedzając podobny kostium, którym zasłynęła Musidora w filmie Les Vampires.
Andriot była bardzo muskularna i wysportowana, co czyniło z niej dobrą aktorkę do filmów akcji, w których uosabiała nowy, aktywny typ kobiecości. Jej bratem był fotograf Lucien Andriot.
Z aktorstwa wycofała się w 1919 roku.

## Wybrana filmografia
- Zigomar (1911–1913)
- Tom Butler (1912)
- La Fiancée maudite (1913)[4]
- Balaoo (1913)
- Protéa (1913)
- Protéa II (1916)
- Protéa IV (1917)[1][2]